# Christian Friedrich von Schnurrer
Christian Friedrich Schnurrer, ab 1808 von Schnurrer, (* 28. Oktober 1742 in Cannstatt; † 10. November 1822 in Stuttgart) war ein deutscher Theologe, Orientalist, Philologe und Kanzler der Universität Tübingen.

## Herkunft und Familie
Christian Friedrich Schnurrer entstammte einer Familie, die vom 15. bis ins 19. Jahrhundert in Cannstatt lebte und die dort in diesen vierhundert Jahren immer wieder Ratsherren, Gerichtsverwandte und Bürgermeister stellte. Er war das siebte von elf Kindern seiner Eltern, mindestens sieben der Geschwister starben als Kinder. Der Vater Samuel Friedrich Schnurrer (1711–1767) war Handelsmann und Schiff-Faktor in Cannstatt, seit 1733 verheiratet mit der dortigen Bürgermeisters- sowie Stadt- und Amtspflegerstochter Agnes Elisabetha Herz (1716–1748). Der Großvater Johann Georg Schnurrer (1689–1720) war Bäcker, Ratsherr und Feldmesser, der Urgroßvater (Johann) Jacob Schnurrer (1656–1728) war Bäcker, Senator und Gerichtsverwandter in Cannstatt, dessen erste Ehefrau Anna Barbara Rieger (1656–1710) war eine Vatersschwester des Theologen Georg Konrad Rieger. 
Unter den Vorfahren finden sich unter anderen der Cannstatter Bürgermeister Philipp Schnurrer (1563–1635) und seine Frau Margaretha Rieger (1566–1635), Philipps Großväter waren die dortigen Bürgermeister Alt Hans Schnurrer (um 1495–1575/76), der auch Hofgerichtsassessor war, sowie Albrecht Körber († 1574). Alt Hans’ Vater Auberlin Schnurrer († 1518/22) war langjähriger Richter und 1502 Bürgermeister und schon dessen Großvater Auberlin Schnurrer war 1443 Bürgermeister und 1447 Richter in Cannstatt. 
Unter den Nachkommen des Bürgermeisters Alt Hans Schnurrer finden sich bekannte Persönlichkeiten wie Christian Friedrich Spittler, Friedrich Theodor Vischer, der Göttinger Medizinprofessor Johann Friedrich Osiander und dessen Bruder, der Tübinger Buchhändler Christian Friedrich Osiander.
Als frisch bestallter außerordentlicher Professor der Philosophie in Tübingen heiratete Christian Friedrich Schnurrer am 26. Mai 1772 in seiner Heimatstadt Cannstatt Luise Catharine Faber (1752–1814), die Tochter des Theologen Johann Gottlieb Faber und der Marie Luise Justine Frommann. Zu den sechs Kindern des Paares gehörten der Tübinger Oberjustizrat Christian Schnurrer (1781–1820), der Mediziner Friedrich Schnurrer (1784–1833) sowie Heinrike verh. Köstlin (1788–1819), die Mutter des Dichters Christian Reinhold Köstlin. 
Friedrich Schnurrers Tochter Luise Friederike (* 1828) heiratete ihren Vetter zweiten Grades, den Oberfinanzrat Wilhelm Schnurrer (1816–1895) in Stuttgart, deren Tochter Julie Schnurrer (* 1853) wurde die Ehefrau des Mineralogen Max Bauer und die Mutter des Theologen Walter Bauer.
Seine Schwester Elisabeth Catharina (* 1734) heiratete den Cannstatter Amtsbürgermeister und Schiff-Faktor Johann David Weber (1731–1788), der Sohn Christian Friedrich Weber (1764–1831) war Dekan in Nürtingen und der erste Biograph seines Onkels Christian Friedrich von Schnurrer.

## Leben
Christian Friedrich von Schnurrer begann seine theologische Laufbahn in den Seminaren Denkendorf und Maulbronn. Er trat 1766 in das neugegründete Kollegium der Repetenten in Göttingen ein und arbeitete dort mit dem Kirchenhistoriker Christian Wilhelm Franz Walch, der ihn gerne ganz für diese Hochschule gewonnen hätte. Er ließ sich von Johann David Michaelis in die historisch-grammatische Exegese des Alten Testaments einführen, das er mit Vorliebe studierte.
Er lernte in Jena und Leipzig die arabische Sprache, denn er hatte erkannt, dass dieses für die Kritik und die Erklärung des hebräischen Bibeltextes wertvoll sei. In London bewunderte er die Schätze des British Museum und in Oxford analysierte er in der Bodleian Library von Rabbinern arabisch geschriebene Werke mit exegetisch-philologischem Inhalt sowie samaritanische Schriften. Auch in Paris brachte er die meiste Zeit in Bibliotheken zu und nahm arabischen Sprachunterricht.
Als er im Herbst 1770 in die Heimat zurückkehrte, eröffnete ihm Herzog Carl Eugen von Württemberg die Aussicht auf eine akademische Laufbahn, übertrug ihm aber zunächst das Amt eines Untergouverneurs bei seinen Edelknaben. Erst zum Winterhalbjahr 1772/73 bekam er die Stellung eines außerordentlichen Professors der philosophischen Fakultät der Universität Tübingen. Seine Vorlesungen, Zeitschriftartikel und Programme galten der Exegese und Isagogik des alten und neuen Testaments. Daneben gab ihm teils sein Lehramt, für das er sich seit 1775 ausführlich mit orientalischen Sprachen befasste, teils das von Oxford und Paris heimgebrachte Wissen Gelegenheit, neben der hebräischen auch andere semitische Sprachen und Schriften zu studieren.
1777 wurde ihm die Leitung des Tübinger Stifts übertragen. Herzog Carl Eugen, der sich in seinen späteren Jahren für das Stift fast ebenso stark interessierte wie für die Karlsschule, irrte nicht, als er annahm, dass Schnurrer die nötige Autorität gegenüber der Jugend habe. Als Hörer seiner Vorlesungen schätzten ihn die Stipendiaten als hervorragenden Philologen und Textkritiker, während sie andererseits die Entwicklung des dogmatischen Gehalts der Bibelstellen vermissten, dessen Berührung der vorsichtige Hochschullehrer gerne vermied.
1806 wurde er Kanzler der Universität und gab deshalb die Leitung des Stifts auf. Er wurde in die theologische Fakultät versetzt, innerhalb der er das Lehrfach der Exegese beibehielt. Es hatte dadurch die Pflicht, an den ständischen Verhandlungen als Vertreter der Universität teilzunehmen. Die Haltung, die er in den damaligen Verfassungskämpfen einnahm, war der Anlass zu seiner vorzeitigen Pensionierung 1817. Durch akademische Würden ausgezeichnet von gelehrten Gesellschaften (Göttingen, München, Würzburg, Paris) und mit einem verführerischen Ruf der Universität Leiden (1795) beehrt blieb er bis zuletzt seinem Heimatland treu.
Dem Land Württemberg widmete er auch seine bedeutendsten schriftstellerischen Arbeiten. Er beschrieb in seinen Erläuterungen der württembergischen Kirchen-, Reformations- und Gelehrten-Geschichte (Tübingen 1798), die durch die darin niedergelegte außerordentliche Quellenkunde eine Fundgrube für den Geschichtsschreiber ist, wie in Württemberg und speziell an der Landesuniversität das evangelische Wesen an Bedeutung gewann und dass Württemberg ein Ausgangspunkt wurde für den Versuch, die evangelische Lehre unter den Süd–Slawen zu verbreiten.
Er veröffentlichte einen Beitrag zur Geschichte des Studiums in Württemberg, in dem er seinen Vorgängern auf dem Lehrstuhl Denksteine setzte, in dem Buch Biographische und litterarische Nachrichten von ehemaligen Lehrern der hebräischen Litteratur in Tübingen (Ulm 1792). Die Bedeutung dieser Lebensbilder wird deutlich, wenn man bedenkt, dass die Reihe derselben durch Johannes Reuchlin eröffnet durch Wilhelm Schickard abgeschlossen wurde.
Die von Schnurrer als Dekan und Kanzler gehaltenen lateinischen Reden, die Kirchenrat Paulus in Heidelberg gesammelt herausgab, brachten beachtenswerte Ergänzungen zu den bereits erwähnten Büchern, indem sie die Kirchen- und Gelehrtengeschichte Württembergs nach mancher Seite hin bereichern. Silvestre de Sacy würdigte diese Bibliothek seiner eifrigen Mitarbeit und ehrender Erwähnung. Schnurrer rief mit den Tübingischen gelehrten Anzeigen ein literarisches Werk ins Leben und redigierte dies ein Jahrzehnt lang von 1783 bis 93. Es erschien weiter bis 1807 und sollte in erster Linie der Besprechung schwäbischer Schriften dienen.
Seit 1801 war er auswärtiges Mitglied der Bayerischen Akademie der Wissenschaften. Am 4. Februar 1808 wurde Christian Friedrich von Schnurrer mit dem Ritterkreuz des Württembergischen Zivilverdienstordens geehrt. Mit der Verleihung war der persönliche Adelsstand verbunden.

## Werke (Auswahl)
- Biographische und litterarische Nachrichten von ehmaligen Lehrern der hebräischen Litteratur in Tübingen, Wohler, Ulm 1792.

- Erläuterungen der Würtembergischen Kirchen-, Reformations- und Gelehrten-Geschichte, Cotta, Tübingen 1798.

- Slavischer Bücherdruck in Würtemberg im 16. Jahrhundert. Ein litterarischer Bericht, Cotta, Tübingen 1799.

- Bibliotheca arabica, Halle/Saale 1811.